# ラシム・タギルベコフ
ラシム・ザギルベコヴィチ・タギルベコフ（ロシア語:  Расим Загирбекович Тагирбеков、レズギ語: Расим Загьирбег хва Тагирбек、1984年5月4日 - ）は、ロシア・ダゲスタン共和国、マハチカラ出身のサッカー選手。ポジションはDF(CB)。2012年はチーム事情からSBで試合に出場した。

## 経歴

### クラブ
1984年、ロシア・ダゲスタン共和国の首都マハチカラにて生まれる。2002年、マハチカラに本拠地を置くFCアンジ・マハチカラに加入をしたが、その年クラブはロシア・ファーストディビジョン(実質2部)に降格。2003年11月1日、最終節のPFCスパルタク・ナリチク戦でデビューを飾り、2004年8月28日、第30節のFCネフテヒミク・ニジネカムスク戦(3-1)でプロ初得点を挙げた。
2003年以降、クラブは長らくファーストディビジョンに所属していたが、2009年に1位となりロシア・プレミアリーグ昇格を果たす。タギルベコフは全40試合中36試合にフル出場をしてクラブの昇格に貢献。シーズン終了後には、ファーストディビジョンの最優秀ディフェンダーに選ばれるなど活躍した。2007年から2010年までアンジの指揮を執ったオマリ・テトラーゼはタギルベコフの事について、潜在的なロシア代表選手と評価している。クラブでは以前、主将や副主将を務めていた経験を持っている。

### 代表
2011年夏、8月10日に行われるロシアU-21代表と試合に招集され、ロシアB代表デビューをした。

## 所属クラブ
- FCアンジ・マハチカラ 2002-2016

## タイトル

### クラブ
- FCアンジ・マハチカラ
  - ロシア・ファーストディビジョン：1 (2009)

### 個人
- ロシア・ファーストディビジョン最優秀DF：1 (2009)